# Śmierć Johna L.
Śmierć Johna L. – polski film obyczajowy z 1987 roku w reżyserii Tomasza Zygadły. Zdjęcia kręcono w Krakowie i Myślenicach.

## Obsada
- Wojciech Wysocki – Zbyszek Gąsior
- Beata Paluch – Ula, przyjaciółka Zbyszka
- Jolanta Piętek-Górecka – Weronika
- Grażyna Strachota – Ola, była żona Zbyszka
- Grzegorz Wons – „Boy”, menadżer zespołu
- Henryk Bista – Kosiński, dozorca w kamienicy Zbyszka
- Andrzej Zaorski – Stefan Nowak, narzeczony Uli
- Piotr Polk – gitarzysta Wojtek, członek zespołu Zbyszka
- Grzegorz Turnau – gitarzysta Maciek Zięba, członek zespołu Zbyszka
- Eugenia Herman – pani Anna
- Aniela Świderska – matka Zbyszka
- Bogusz Bilewski – okularnik pod Wawelem
- Bronisław Pawlik – mąż pani Anny
- Jerzy Stuhr – górnik z Bytomia
- Maciej Maleńczuk – bluesman – żebrak
- Wiesław Wójcik – akordeonista, mąż barmanki Steni
- Leszek Świgoń – Boguś, partner matki Zbyszka
- Ewa Lejczak – barmanka Stenia
- Edward Dobrzański
- Jakub Ulewicz
- Zofia Więcławówna